# Муньяна
Муньяна (ісп. Muñana) — муніципалітет в Іспанії, у складі автономної спільноти Кастилія-і-Леон, у провінції Авіла. Населення — 511 осіб (2010).
Муніципалітет розташований на відстані близько 110 км на захід від Мадрида, 27 км на захід від Авіли.
На території муніципалітету розташовані такі населені пункти: (дані про населення за 2010 рік)
- Муньяна: 467 осіб
- Муньєс: 44 особи

## Демографія
Динаміка населення (INE ):